# Jim Varney
Pour les articles homonymes, voir Varney (homonymie).
Jim Varney, né le 15 juin 1949 à Lexington, (États-Unis) et mort le 10 février 2000 à White House, (États-Unis), est un acteur, humoriste et scénariste américain.

## Biographie

### Jeunesse
James Albert Varney, Jr. naît le 15 juin 1949 et grandit à Lexington dans le Kentucky, aux (États-Unis). Il est le quatrième enfant de James Albert Varney, Sr. (1er janvier 1910 - 11 janvier 1985) et Louise Varney (née Howard, 14 janvier 1913 - 22 août 1994).
Enfant, il a la capacité de mémoriser des poèmes, des documents et des textes de livres qu'il récite devant sa famille et ses amis. Il imite également les personnages des dessins animés qui passent à la télévision.

### Parcours
Sa mère décide de l'inscrire au théâtre alors qu'il a huit ans. Il développe un talent pour la comédie tout en étudiant à Lafayette High School (en) de Lexington. À 15 ans, il étudie à l'université d'État de Murray, puis interprète Ebenezer Scrooge (protagoniste du conte Un chant de Noël de Charles Dickens) dans une production théâtrale à 17 ans. Il se produit ensuite dans des boites de nuit et des cafés[source secondaire souhaitée].

### Mort
En 1998, un cancer du poumon lui est diagnostiqué, rendu public en 1999, mais il continuera de travailler sur son dernier projet, Daddy and Them, jusqu'à sa mort.
Jim Varney est enterré au cimetière de Lexington dans le Kentucky.
Lors des séries de la coupe Stanley de 1993 (LNH), les membres de l'équipe des Canadiens de Montréal visionnaient des extraits de ses films, provenant notamment de Ernest en prison (en), afin de diminuer le niveau de stress de l'équipe qui était à son paroxysme. Brian Bellows, un fan de la série, fut l'instigateur de cette curieuse coutume qui, du moins en partie, permit à l'équipe de mettre la main sur le fameux trophée pour la 24e fois de son histoire.[réf. nécessaire]

## Filmographie

### Acteur
- 1976 : Johnny Cash and Friends, (TV)
- 1977 : Fernwood 2 Night, (TV)
- 1977-1979 : Opération charme (en) (TV)
- 1978 : America 2-Night, mort
- 1978 : Alice, (TV)
- 1979 : Third Annual Final Warning!!, (TV)
- 1982 : Spittin' Image
- 1982-1983 : Pop! Goes the Country, (TV)
- 1983 : Knowhutimean? Hey Vern, It's My Family Album, (vidéo)
- 1983 : The Rousters, (TV)
- 1986 : Dr. Otto and the Riddle of the Gloom Beam
- 1986 : The Ernest Film Festival (vidéo)
- 1987 : Hey Vern, Win $10,000 (vidéo)
- 1987 : Ernest et les joyeuses colonies (Ernest goes to camp)
- 1988 : Hey, Vern, It's Ernest!, (TV)
- 1988 : Le père Noël est en prison (Ernest saves Christmas)
- 1989 : Fast Food
- 1989 : Ernest Goes to Splash Mountain (TV)
- 1990 : Disney Parade (TV)
- 1990 : Ernest en prison (Ernest goes to jail)
- 1990 : Disneyland's 35th Anniversary Special (TV)
- 1991 : Ernest à la chasse aux monstres (Ernest scared stupid)
- 1992 : Ernest's Greatest Hits Volume 2 (vidéo)
- 1993 : Mise à feu (Wilder Napalm)
- 1993 : Les Allumés de Beverly Hills (The Beverly Hillbillies)
- 1993 : Ernest frappe encore (Ernest rides again)
- 1994 : Your World as I See It
- 1994 : XXX's & OOO's, (TV)
- 1994 : Ernest va à l'école (Ernest goes to school)
- 1995 : Ernest le champion (Slam Dunk Ernest) (vidéo)
- 1995 : The Expert
- 1995 : Toy Story
- 1996 : Snowboard Academy
- 1996 : Toy Story Activity Center, (jeu vidéo)
- 1996 : Roseanne (TV)
- 1997 : Dany, le chat superstar
- 1997 : Blood, Friends and Money
- 1997 : Duckman: Private Dick/Family Man, (TV)
- 1997 : 100 Proof
- 1997 : Ernest va en Afrique (Ernest goes to Africa)
- 1997 : Annabelle : un amour de petite vache : Mr. Gus Holder
- 1998 : Les Simpson : Un drôle de manège, (TV)
- 1998 : Ernest à l'armée (Ernest in the Army)
- 1998 : Les 3 ninjas se déchaînent (3 Ninjas: High Noon at Mega Mountain)
- 1998 : Scooby-Doo sur l'île aux zombies (vidéo)
- 1999 : Toy Story 2 : Buzz l'Éclair à la rescousse !, (jeu vidéo)
- 1999 : Existo
- 1999 : Le Géant de fer (The Iron Giant)
- 1999 : Un fugitif dans ma cour (Treehouse Hostage)
- 1999 : Toy Story 2
- 2000 : Les Razmoket à Paris, le film (Rugrats in Paris: The Movie)
- 2001 : Atlantide, l'empire perdu
- 2001 : Daddy and Them
- 2001 : Atlantis: The Lost Empire, (jeu vidéo)
- 2002 : Spirit, l'étalon des plaines (Spirit: Stallion of the Cimarron)

### Scénariste
- 1983 : Knowhutimean? Hey Vern, It's My Family Album, (vidéo)
- 1986 : Dr. Otto and the Riddle of the Gloom Beam